# Comanda Run
Căsuța de dialog Run, numită și Run Application, de la cuvântul englez run = rulare, permite introducerea și accesul direct la un program, aplicație, fișier sau director (dosar), dacă scurtătura sau calea este cunoscută.
Pentru sistemul de operare (SO) Linux cu interfața GNOME aplicația Run poate fi chemată prin combinația de taste Alt + F2.
- Firefox - lansează navigatorul de internet Firefox (în cazul în care este instalat)

Pentru sistemul de operare Windows se pot apela comenzile Run apăsând combinația de taste Win (între tasta Ctrl și Alt) + R. În cazul în care tastatura este de tip vechi, fără tasta Win, se pot apăsa combinația de taste Ctrl + Esc (care deschide meniul Start) și apoi tasta R. Utilizând mausul se apasă Start și opțiunea Run.

## Listă de comenziRunpentru invocarea de aplicații Windows suplimentare.
Toate acestea vor aduce o casetă de dialog în care pot fi introduse comenzi ca:
- notepad - deshide (cheamă, invocă) aplicația Notepad
  - exemplu: notepad c:\a.bat
- explorer - deschide aplicația Windows Explorer
  - exemplu: explorer C:\Program Files
- wmplayer - deschide Windows Media Player
- appwiz.cpl -deshide caseta de dialog Add or Remove Programs
- cmd - lansează o nouă fereastră pentru interfața cu linia de comandă MS-DOS Prompt
- control - deschide caseta de dialog Control Panel
- calc - pentru miniaplicația Calculator
- write - deschide aplicația WordPad
- mspaint - deshide aplicația MS Paint

## Listă de comenziRunpentru Windows însuși
O listă de comenzi care se pot executa sub forma de comenzi Run:
| Task                                                    | Command                                                    |
| ------------------------------------------------------- | ---------------------------------------------------------- |
| Accessibility Controls                                  | access.cpl                                                 |
| Add Hardware Wizard                                     | hdwwiz.cpl                                                 |
| Add/Remove Programs                                     | appwiz.cpl                                                 |
| Administrative Tools                                    | certmgr.msc                                                |
| Character Map                                           | charmap                                                    |
| Check Disk Utility                                      | chkdsk                                                     |
| Clipboard Viewer                                        | clipbrd                                                    |
| Command Prompt                                          | cmd                                                        |
| Component Services                                      | dcomcnfg                                                   |
| Computer Management                                     | compmgmt.msc                                               |
| Date and Time Properties                                | timedate.cpl                                               |
| DDE Shares                                              | ddeshare                                                   |
| Device Manager                                          | devmgmt.msc                                                |
| Direct X Control Panel (If Installed)                   | directx.cpl                                                |
| Direct X Troubleshooter                                 | dxdiag                                                     |
| Disk Cleanup Utility                                    | cleanmgr                                                   |
| Disk Defragment                                         | dfrg.msc                                                   |
| Disk Management                                         | diskmgmt.msc                                               |
| Disk Partition Manager                                  | diskpart                                                   |
| Display Properties                                      | control desktop                                            |
| Display Properties                                      | desk.cpl                                                   |
| Display Properties (w/Appearance Tab Preselected)       | control color                                              |
| Dr. Watson System Troubleshooting Utility               | drwtsn32                                                   |
| Driver Verifier Utility                                 | verifier                                                   |
| Event Viewer                                            | eventvwr.msc                                               |
| File Signature Verification Tool                        | sigverif                                                   |
| Findfast                                                | findfast.cpl                                               |
| Folders Properties                                      | control folders                                            |
| Fonts                                                   | control fonts                                              |
| Fonts Folder                                            | fonts                                                      |
| Free Cell Card Game                                     | freecell                                                   |
| Game Controllers                                        | joy.cpl                                                    |
| Group Policy Editor (XP Prof)                           | gpedit.msc                                                 |
| Hearts Card Game                                        | mshearts                                                   |
| Iexpress Wizard                                         | iexpress                                                   |
| Indexing Service                                        | ciadv.msc                                                  |
| Internet Properties                                     | inetcpl.cpl                                                |
| IP Configuration (Display Connection Configuration)     | ipconfig /all                                              |
| IP Configuration (Display DNS Cache Contents)           | ipconfig /displaydns                                       |
| IP Configuration (Delete DNS Cache Contents)            | ipconfig /flushdns                                         |
| IP Configuration (Release All Connections)              | ipconfig /release                                          |
| IP Configuration (Renew All Connections)                | ipconfig /renew                                            |
| IP Configuration (Refreshes DHCP & Re-Registers DNS)    | ipconfig /registerdns                                      |
| IP Configuration (Display DHCP Class ID)                | ipconfig /showclassid                                      |
| IP Configuration (Modifies DHCP Class ID)               | ipconfig /setclassid                                       |
| Java Control Panel (If Installed)                       | javaws                                                     |
| Keyboard Properties                                     | control keyboard                                           |
| Local Security Settings                                 | secpol.msc                                                 |
| Local Users and Groups                                  | lusrmgr.msc                                                |
| Logs You Out Of Windows                                 | logoff                                                     |
| Microsoft Chat                                          | winchat                                                    |
| Minesweeper Game                                        | winmine                                                    |
| Mouse Properties                                        | control mouse                                              |
| Mouse Properties                                        | main.cpl                                                   |
| Netstat                                                 | netstat                                                    |
| Network Connections                                     | control netconnections                                     |
| Network Connections                                     | ncpa.cpl                                                   |
| Network Setup Wizard                                    | netsetup.cpl                                               |
| Notepad                                                 | notepad                                                    |
| Nview Desktop Manager (If Installed)                    | nvtuicpl.cpl                                               |
| Object Packager                                         | packager                                                   |
| ODBC Data Source Administrator                          | odbccp32.cpl                                               |
| On Screen Keyboard                                      | osk                                                        |
| Opens AC3 Filter (If Installed)                         | ac3filter.cpl                                              |
| Password Properties                                     | password.cpl                                               |
| Performance Monitor                                     | perfmon.msc                                                |
| Performance Monitor                                     | perfmon                                                    |
| Phone and Modem Options                                 | telephon.cpl                                               |
| Power Configuration                                     | powercfg.cpl                                               |
| Printers and Faxes                                      | control printers                                           |
| Printers Folder                                         | printers                                                   |
| Private Character Editor                                | eudcedit                                                   |
| Quicktime (If Installed)                                | QuickTime.cpl                                              |
| Regional Settings                                       | intl.cpl                                                   |
| Registry Editor                                         | regedit                                                    |
| Remote Desktop                                          | mstsc                                                      |
| Removable Storage                                       | ntmsmgr.msc                                                |
| Removable Storage Operator Requests                     | ntmsoprq.msc                                               |
| Resultant Set of Policy (XP Prof)                       | rsop.msc                                                   |
| Scanners and Cameras                                    | sticpl.cpl                                                 |
| Scheduled Tasks                                         | control schedtasks                                         |
| Sound Recorder                                          | sndrec32                                                   |
| Security Center                                         | wscui.cpl                                                  |
| Services                                                | services.msc                                               |
| Shared Folders                                          | fsmgmt.msc                                                 |
| Shuts Down Windows                                      | shutdown                                                   |
| Sounds and Audio                                        | mmsys.cpl                                                  |
| Spider Solitare Card Game                               | spider                                                     |
| SQL Client Configuration                                | cliconfg                                                   |
| System Configuration Editor                             | sysedit                                                    |
| System Configuration Utility                            | msconfig                                                   |
| System File Checker Utility (Scan Immediately)          | sfc /scannow                                               |
| System File Checker Utility (Scan Once At Next Boot)    | sfc /scanonce                                              |
| System File Checker Utility (Scan On Every Boot)        | sfc /scanboot                                              |
| System File Checker Utility (Return to Default Setting) | sfc /revert                                                |
| System File Checker Utility (Purge File Cache)          | sfc /purgecache                                            |
| System File Checker Utility (Set Cache Size to size x)  | sfc /cachesize=x                                           |
| System Properties                                       | sysdm.cpl                                                  |
| System Information                                      | systeminfo (shows your system information)                 |
| Task Manager                                            | taskmgr                                                    |
| Telnet Client                                           | telnet                                                     |
| Traceroute                                              | tracert <hostname or IP>                                   |
| User Account Management                                 | nusrmgr.cpl; control userpasswords; control userpasswords2 |
| Utility Manager                                         | utilman                                                    |
| Windows Firewall                                        | firewall.cpl                                               |
| Windows Magnifier                                       | magnify                                                    |
| Windows Management Infrastructure                       | wmimgmt.msc                                                |
| Windows XP Registration Wizard                          | regwiz /r                                                  |
| Windows System Security Tool                            | syskey                                                     |
| Windows Update Launches                                 | wupdmgr                                                    |
| Windows XP Tour Wizard                                  | tourstart                                                  |
| Wordpad                                                 | write                                                      |